# Льнозавод (Кикнурский район)
Льнозавод — поселок в Кикнурском районе Кировской области.

## География
Находится на расстоянии примерно 24 км по прямой на запад-северо-запад от райцентра поселка  Кикнур.

## История
Известен с 1939 года. В 1950 году учтено было дворов 28 и жителей 81. В 1989 году проживало 69 человек . В период 2006-2014 годов входил в Русскокраинское сельское поселение. С 2014 по январь 2020 года входил в Кикнурское сельское поселение до его упразднения. 

## Население
Постоянное население  составляло 53 человека (русские 91%) в 2002 году, 34 в 2010.